# Bryan Carter

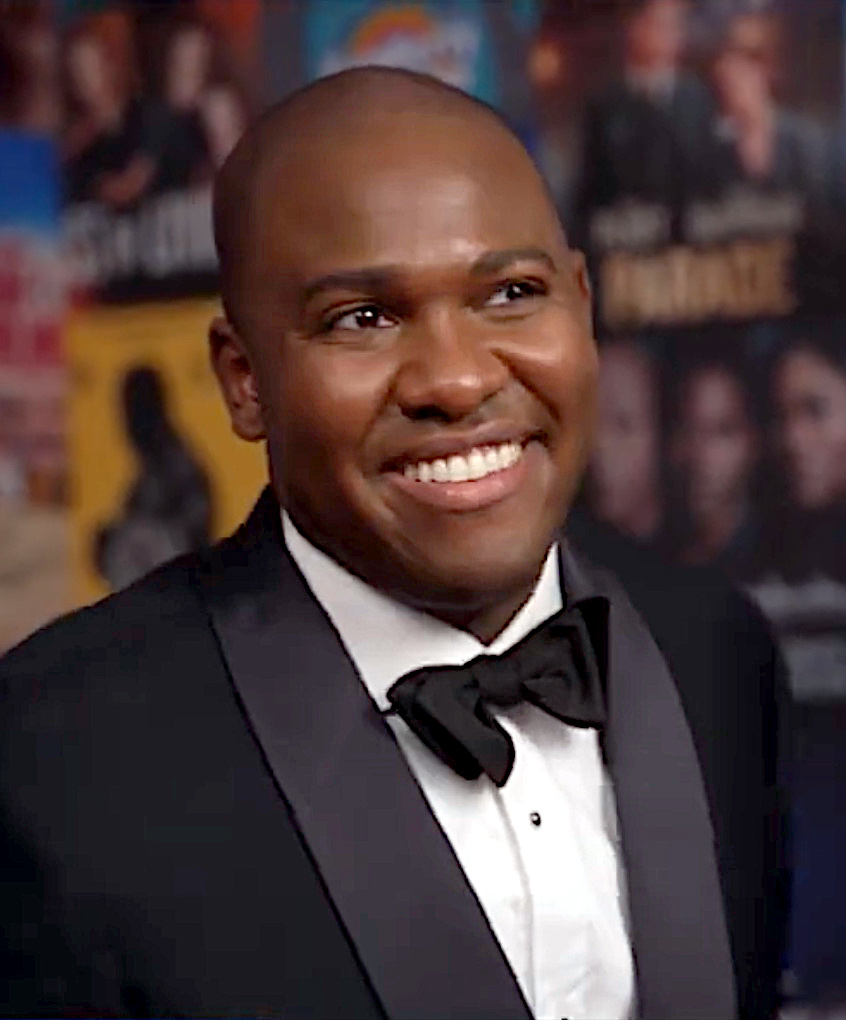
Bryan Carter (2023)

Bryan Carter (* 11. Juli 1990 in St. Louis) ist ein amerikanischer Jazzmusiker (Schlagzeug, Gesang, Komposition, Arrangement), der 2023 mit Charlie Rosen den Tony Award für die beste Orchestrierung für Some Like It Hot erhielt.

## Leben und Wirken
Carter wurde bereits im Alter von zwei Jahren von seinem Vater an das Schlagzeug herangeführt. Im Alter von vier Jahren erhielt er Geigenunterricht nach der Suzuki-Methode. Während seiner High-School-Zeit war er Mitglied des Gibson/Baldwin Grammy Jazz Ensemble gemeinsam mit Emmet Cohen, Benny Benack III, Grace Kelly, Cody Fry und Chad Lefkowitz-Brown. Er studierte an der Juilliard School in New York City, wo er 2012 mit dem Bachelor absolvierte.
Carter legte bereits 2011 mit Enchantment sein Debütalbum vor. Im Bereich des Jazz arbeitete er mit Wynton Marsalis, Jon Batiste, Kenny Barron, McCoy Tyner, Marcus Roberts, Kurt Elling, Kris Bowers, Steven Feifke, Emmet Cohen, Braxton Cook, Marquis Hill, Veronica Swift, Martina DaSilva, Michael Feinstein und Steve Tyrell. Er gründete seine eigene Band Bryan Carter & The Swangers und das konzertante The Swangers Orchestra. Sein Coming-out als Homosexueller verarbeitete er in seinem Album I Believe.
Weiterhin war Carter als Studiomusiker aktiv und arbeitete in verschiedenen Fernsehshows, aber auch als Theatermusiker. Gemeinsam mit Charlie Rosen orchestrierte er das Broadway-Musical Some Like It Hot; für diese Arbeit wurde er sowohl mit dem Tony Award als auch mit dem Outer Critics Circle Award und dem The Drama Desk Award ausgezeichnet. Das resultierende Album Some Like It Hot erhielt 2024 den Grammy Award in der Kategorie Best Musical Theater Album.
2019 gründete Carter die Organisation Jazz at Pride zur Würdigung und Schaffung sicherer Räume für die LGBT-Gemeinschaft innerhalb der Jazzszene.